# اجتماع إطلاق المشروع
اجتماع إطلاق المشروع أو الاجتماع الافتتاحي هو الاجتماع الأول الذي يُعقد مع فريق المشروع ومع عميل المشروع أو بدونه. يتبع هذا الاجتماع تحديد العناصر الأساسية للمشروع وأنشطة خطة المشروع الأخرى. يقدم هذا الاجتماع تعريفًا بأعضاء فريق المشروع والعميل ويوفر الفرصة لمناقشة دور أعضاء الفريق. يمكن أيضًا مناقشة العناصر الأساسية الأخرى في المشروع والتي تتضمن العميل في هذا الاجتماع (الجدول الزمني، تقرير الحالة، إلخ. ).
إذا كان هناك أي أعضاء جدد في الفريق، توضّح العملية التي يجب اتباعها للحفاظ على معايير الجودة في المنظمة لهم. كما يوضّح قائد المشروع جوانب الغموض في تنفيذ العملية.
نُعقد مناقشة خاصة حول الجوانب القانونية التي ينطوي عليها المشروع. على سبيل المثال، قد يرغب فريق التصميم الذي يتفاعل مع فريق الاختبار في اختبار سيارة على طرق المدينة. إذا لم يتم ذكر الأذونات القانونية من قبل أصحاب المصلحة المعنيين أثناء الانطلاق، فقد يجري تعديل الاختبار لاحقًا للامتثال لقوانين المرور المحلية (وهذا يتسبب في تأخير غير مخطط له في تنفيذ المشروع). لذلك، سيكون من الأفضل إجراء مناقشة حول هذا الأمر أثناء الاجتماع الافتتاحي ومتابعته بشكل منفصل، بدلاً من المضي قدمًا في الافتراضات وإجبارهم لاحقًا على إعادة تخطيط إجراءات الاختبار.
يعرض العميل عادةً ملخصًا كاملاً للمشروع. من خلال عرض المعرفة الدقيقة بالهدف والخطوات الخاصة بكيفية الوصول إليه، يكتسب العميل الثقة في قدرة الفريق على تقديم العمل. إطلاق المشروع يعني أن العمل قد بدأ.

## أنظر أيضاً
- إدارة المشاريع